# Stan czysty
Stan czysty – w pełni określony stan kwantowy. Jeżeli dany obiekt kwantowy (np. jakaś cząstka elementarna) jest w stanie czystym oznacza to, że mamy o niej pełną informację. 
Stany czyste są tylko pewną idealizacją (nawiązując do poniżej podanego przykładu - żaden polaryzator nie jest doskonały). Dlatego w mechanice kwantowej wprowadza się pojęcie stanu mieszanego - stanu niezupełnie określonego (jest on probabilistyczną mieszaniną stanów czystych - stąd nazwa).
W matematycznym formalizmie mechaniki kwantowej stan czysty jest opisywany przez pewien wektor (o długości jednostkowej) w przestrzeni Hilberta. Wektory stowarzyszone z dwoma w pełni rozróżnialnymi eksperymentalnie stanami są do siebie ortogonalne (prostopadłe).

## Przykłady
Stany kwantowe opisują także pewne stopnie swobody układów kwantowych. I tak polaryzacja pojedynczego fotonu jest w stanie czystym oznaczającym spolaryzowanie pionowe, gdy np. wiemy, że dany foton opuścił polaryzator przepuszczający tylko światło o polaryzacji pionowej. Z racji tej własności polaryzatora nie ma najmniejszej wątpliwości dotyczącej stanu polaryzacji fotonu - to właśnie oznacza, że stan jest czysty.